# Metronome Spartacus
Metronome Spartacus es una productora de televisión sueca. Produjo la telenovela noruega Hotel Cæsar para la corporación de televisión noruega TV 2, hasta que fue cancelada el 31 de marzo de 2017.